# المطرف (الجوف)
المطرف هي إحدى قرى الجمهورية اليمنية. تتبع جغرافيا لمحافظة الجوف وإداريًا لمديرية المطمة. يبلغ تعداد سكانها 6390 نسمة حسب الإحصاء الذي أجري عام 2004.